# National Rifle Association of America
Pour les articles homonymes, voir NRA.
La National Rifle Association of America (NRA) est une association à but non lucratif américaine,. Sa principale activité est de protéger le droit de posséder et de porter des armes (deuxième amendement de la Constitution des États-Unis), thématique sur laquelle elle est incontournable dans le débat politique américain.
Fondée en 1871, la NRA est souvent présentée comme la plus ancienne organisation des droits civils aux États-Unis. Elle revendique plus de six millions de membres en 2018. Elle s'occupe, en lien avec son activité principale, d'organiser des programmes pour « sensibiliser à la sûreté des armes à feu » ; elle s'occupe également, comme à son origine, de tir sportif, même si cette part de son activité est en déclin.
En 1968, elle s'engage dans la voie du lobbying politique, ce qui lui permet d'influer considérablement sur les élections de tout type, tant au niveau local qu'au niveau fédéral. Si elle n'a pas de couleur politique affichée, sa proximité avec les thématiques conservatrices et l'industrie des armes la font régulièrement soutenir des candidats du Parti républicain.
Son lobbying actif dans le paysage politique et son opposition implacable à tout durcissement de la législation relative aux armes à feu ont soumis l'association à des critiques très nombreuses et virulentes, son rôle dans la vie publique étant remis régulièrement en cause après chaque tuerie de masse.

## Histoire

### Fondation
L'association est créée le 17 novembre 1871 à New York sous le nom d’American Rifle Association, par le journaliste William Conant Church (anciennement du New York Times), et l'avocat George Wood Wingate. Il s'agit au départ d'une association d'anciens combattants de la guerre de Sécession (à l'image de ses deux fondateurs). Fondée à l'occasion de la création de la garde nationale de l'État de New York, elle rassemble des amateurs de tirs tout comme des passionnés d'armes, issus pour la majorité des couches supérieures de la classe moyenne. Elle se donne pour but, en dehors de son aspect communautaire, d'aider les soldats de la Garde nationale à s'améliorer au tir à longue distance, afin d'en faire des tireurs d'élite. Elle est régulièrement citée comme la plus ancienne organisation des droits civils aux États-Unis.
Le tout premier président est le gouverneur de Rhode Island, et ancien général de l’Union Army, Ambrose Burnside ; son mandat prend fin l'année suivante, et il est remplacé par Church, Wingate devenant secrétaire. Ils investissent des fonds rassemblés par l'association pour acheter un terrain à Long Island, où un centre de tir, le Creedmoor Rifle Range (en), s'ouvre en 1873. Des compétitions de tir, en plus des exercices d'adresse au tir prodigués aux gardes nationaux, y sont organisées jusqu'en 1891, date à laquelle le centre d'entraînement se recentre à Sea Girt, dans le New Jersey, sous le patronage de la garde nationale. Entre-temps, les différentes compétitions et concours organisés par la NRA lui obtiennent une certaine reconnaissance de l'armée - qui ajoute les exercices de tir et de visée à son entraînement standard - et une bonne visibilité auprès du public, la compétitivité de ses membres étant reconnue internationalement.
D'autres anciens généraux de l’Union Army, tels que Ulysses S. Grant ou Philip Sheridan, sont également devenus présidents de l'association.

### Années 1970-1980
À partir de 1968, la NRA fait son entrée sur le terrain du lobbying politique. L'association obtient sa première victoire politique après l'élection de Ronald Reagan à la présidence des États-Unis en 1980.
Faute d'équivalent chez les partisans du contrôle des armes, l'association devient incontournable dans le débat public sur ce thème, même si elle n'est pas hégémonique.

### Années 2010
En 2016, la NRA finance pour plusieurs dizaines de millions de dollars la campagne de Donald Trump à la présidence des États-Unis. Bien que celui-ci arrive bien au pouvoir et revienne sur certaines mesures de son prédécesseur en défaveur du second amendement, les ambitions de l'association à la suite de cette victoire sont contrariées par une série de fusillades meurtrières, qui limitent l'influence du lobby au Congrès dès octobre. Trump étant un fervent partisan de l'organisation, les militants de celle-ci, très mobilisés durant les mandats de Barack Obama, ne sont plus aussi présents - et ce désintéressement grève lourdement le budget de la NRA, qui baisse de plusieurs dizaines de millions, étant déficitaire en 2018 - alors qu'il était largement bénéficiaire en 2015.
En avril 2019, lors de la convention annuelle de l'association, un conflit entre son président Oliver North et son directeur exécutif Wayne LaPierre entraîne l'éviction du premier, accusé de conflits d'intérêts, tandis que le second faisait face à des critiques sur sa gestion du lobby, dont les finances sont en crise.
Le 3 septembre 2019 marque deux revers importants pour la NRA. Le premier est la décision de Walmart, la plus importante chaîne de supermarchés des États-Unis, d'arrêter la vente de munitions pour fusils semi-automatiques dans ses magasins. Cette décision est prise après la fusillade d'El Paso, un attentat suprémaciste blanc dirigé contre des Mexicains et des Américains d'origine hispanique, qui a provoqué la mort de 22 personnes avant que le terroriste ne soit arrêté par la police, et qui a été commis dans un magasin Walmart d'El Paso. Le deuxième revers est une résolution du conseil de surveillance de San Francisco, l’organe législatif au sein du gouvernement de la ville et du comté de San Francisco (en), adoptée à l'unanimité, qui désigne désormais la NRA comme une organisation terroriste intérieure. Cette décision est prise quant à elle à la suite d'une fusillade au festival de l'ail de Gilroy.
Joshua Powell, alors no 2 de la NRA, en est exclu pour harcèlement sexuel en 2019. Il publie par la suite un livre décrivant la corruption qui règnerait au sein de l’organisation. La NRA voit par ailleurs son hégémonie sur le lobby pro-armes décliner avec l'émergence d’autres organisations telles que la National Association for Gun Rights, la Second Amendment Foundation, ou la Virginia Citizens Defense League, réputées plus radicales.

## Lobbying politique

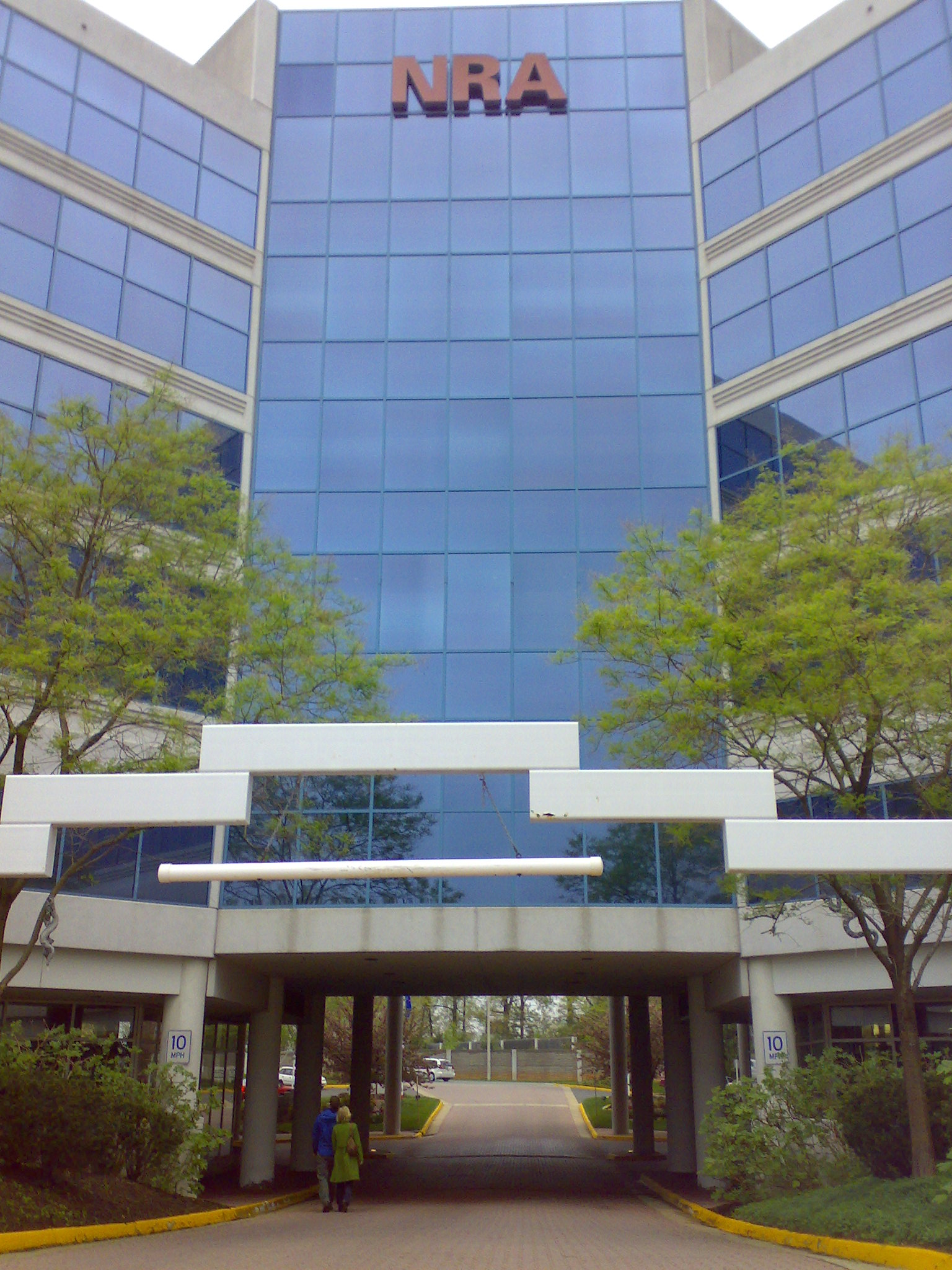
Le siège de la NRA à Fairfax en Virginie.

À la tête du lobby pro-armes aux États-Unis, la NRA est considérée comme étant l'un des plus influents lobbies politiques des États-Unis en raison de sa capacité à apporter régulièrement un grand nombre de votes lors des élections. Cette activité, répartie sur une demi-douzaine d'entités issues de la NRA, s'accomplit tant au niveau des États (assemblées législatives, tribunaux) qu'au niveau fédéral (Congrès, présidence), influençant donc chacun des pouvoirs (exécutif, législatif et judiciaire) du pays.
L'association finance également des spots publicitaires à charge envers les candidats qui lui sont importuns, pratique courante dans la vie politique américaine. La défaite en 2000 d'Al Gore à l'élection présidentielle lui est notamment attribuée, les États "pro-armes" ayant voté pour son adversaire George W. Bush. La question du port d'armes est considéré, avec celle de l'avortement et celle de la pratique religieuse, comme un des plus forts indicateurs de vote dans les élections. Depuis cette élection, le parti démocrate a cessé de militer pour le contrôle des armes, cette position lui coûtant trop cher politiquement.
La proximité régulière de la NRA et du parti républicain n'est toutefois pas automatique, les personnalités politiques les plus perméables à son lobbying étant souvent plus liés à des États où la culture des armes est forte (principalement au sud, tels que le Texas, la Virginie, la Floride ou la Louisiane). À l'inverse, les personnalités politiques des États où le contrôle des armes est plus fort (majoritairement au nord, tels que New York, l'Oregon, Washington) sont moins enclines à rechercher le soutien de l'association.
L'organisation a dépensé 54 millions de dollars pour contribuer à l’élection de Donald Trump en 2016.
La NRA classe chaque candidat en fonction de ses votes ou de ses engagements et mène des campagnes virulentes contre ceux qui ne respectent pas ses mots d’ordre. Cette stratégie est perçue par ses adversaires comme de l'intimidation.

### Deuxième amendement
La NRA défend le deuxième amendement de la Constitution des États-Unis, qui garantit le droit des individus à détenir et utiliser des armes à feu. Selon la NRA, ces droits font partie des libertés fondamentales, et les exercer est un acte citoyen.
En 1986, le président Ronald Reagan, dont l'élection avait été soutenue par la NRA, permet d'inscrire dans la législation l'interprétation du deuxième amendement tel que défendu par l'association, notamment via la loi sur la protection des détenteurs d'armes à feu. Depuis les années 1990, la NRA s'oppose à l’adoption de toute nouvelle loi ayant pour but de durcir notamment le contrôle du port d'armes, mais également toute législation sur les armes à feu. Elle s’oppose au  renforcement des lois existantes qui interdisent aux personnes ayant été condamnées pour violence de posséder une arme à feu, ou qui renforcent les peines pour les crimes commis avec arme à feu. Elle milite pour faciliter l'obtention du permis de port d'arme cachée dans de nombreux États[réf. nécessaire]. Depuis 1996, la NRA suscite également des candidatures lors des primaires du parti républicain, en s'alliant à d'autres groupes conservateurs sur des thématiques toutes aussi fortes dans le parti, tel que l’opposition à l'avortement ou au mariage homosexuel. Ces candidatures sont générées spécifiquement lorsque les candidats se présentant alors n'ont pas exprimé de position claire sur le contrôle des armes.
Elle dispose en 2013 d'un budget de 350 millions de dollars. Ce budget est alimenté notamment par des donateurs issus du milieu conservateur, mais également de celui de l'industrie des armes. Les dons des particuliers représentent une proportion menue de ce budget (11 millions en 2006, 22 en 2014). Ses dépenses concernant son activité de lobbying (notamment auprès du Congrès américain) sont évaluées à 3,6 millions de dollars en 2015 (un chiffre record pour l'association) ; ces dépenses comptent en 2014 pour plus d'un tiers des dépenses du lobby pro-armes (celles du lobby pour le contrôle des armes sont à la même période largement inférieures - 1,4 million de dollars en 2014). Par ses comités d'action politique, chargés de récolter les fonds, la NRA finance également les campagnes des candidats favorables à ses intérêts ; en 2014, l'association dépense 28 millions de dollars pour les élections de mi-mandat, bien plus que n'importe quelle organisation du même type.
La Cour suprême des États-Unis a confirmé le droit individuel de chaque Américain à posséder une arme et s'en servir, notamment dans les cas d'autodéfense, dans l'affaire Columbia vs. Heller (en). En 2008, le citoyen américain Dick Anthony Heller avait été condamné par un tribunal du district de Columbia et ce pour avoir porté un pistolet dans la rue ; la Cour suprême déclarera en 2010 que ni les villes, ni les États n'étaient aptes à limiter ou interdire le port d'arme. Cette interprétation du deuxième amendement est également défendue par la NRA.
La NRA note les candidats aux élections afin de jauger de leur « compatibilité » avec ses idées et soutient les plus favorables, notamment en finançant leurs campagnes électorales. Chaque candidat à l'élection présidentielle ou au Congrès, et également dans les États, se voient attribuer un grade allant de A+/A à F, selon le positionnement. Il est remarqué durant les années 2010, les démocrates ont tous perdus le grade A, ce qui polarise encore plus le débat politique,.
Toutefois, les années 2010 ont été l'occasion de nombreux revers pour l'organisation. Alors que David Keene (en), arrivé à sa tête en 2011, avait fait de Barack Obama l'adversaire de la NRA lors de la présidentielle de 2012, ce dernier est élu, tout comme six candidats aux élections sénatoriales auxquels l'association s'opposait financièrement.

### Campagnes auXXIesiècle
En 2003, la NRA concentre ses efforts au niveau fédéral pour s'opposer à l'extension d'une loi de 1994 qui interdisait de nombreux fusils semi-automatiques et les chargeurs dits « de grande capacité » (c'est-à-dire plus de 10, 15 ou 20 coups selon les États). Cette loi de 1994 a expiré en 2004 et les lobbies du contrôle des armes, eux, œuvrent à étendre ces interdictions et à les rendre permanentes.
L'association travaille également auprès du Congrès afin de faire voter une loi qui protégerait les fabricants d'armes de certains types de procès. La proposition S.659/S.1806, ou « Protection of Lawful Commerce in Arms Act » (« Acte sur la protection du commerce légal des armes ») est aussi soutenue par la Chambre de commerce des États-Unis, la National Association of Manufacturers (Association nationale des fabricants) et la National Association of Wholesaler-Distributors (Association nationale des distributeurs de détail).
La NRA a rencontré l'opposition de nombreux groupes favorables au contrôle des armes. La proposition a été repoussée le 2 mars 2004, après que le Sénat y a ajouté des amendements pour étendre l'interdiction des fusils d'assaut et refermer une faiblesse de la loi connue comme le Gun Show Loophole (« lacune sur les foires à armes à feu »), instituant un contrôle plus strict de la vente d'armes, notamment par les particuliers, sur les foires ou salons d'armes à feu, qui sont nombreux dans certains États. La NRA a modifié sa position et s'est opposée à la proposition après l'ajout de ces deux amendements. Ils doivent encore être présentés au vote au Sénat pour pouvoir avoir force de loi.
En 2016, la NRA finance à hauteur de 31 millions de dollars la campagne de Donald Trump, qui devient en 2016 président des États-Unis. Durant les élections de mi-mandat de novembre 2018, l'association ne s'engage que sur vingt-quatre campagnes (contre quarante-deux quatre ans plus tôt), faute de moyens financiers suffisants ; elle est à cette occasion distancée pour la première fois par le lobby du contrôle des armes en matière de financement politique.

### Lobbying au niveau international
La NRA a fortement influé sur le débat concernant le premier traité international sur le commerce des armes conventionnelles, qui s'est tenu en 2012 à l'assemblée générale de l'ONU. En pleine campagne présidentielle, les représentants américains ont sabordé les négociations, auxquelles s'opposait l'organisation, qui craint qu'un tel traité n'ait des conséquences fâcheuses sur le territoire américain.
Elle a également tenté de tisser des liens avec des associations non-américaines, telle l'association russe « Right to Bear Arms », représentée par Maria Butina et Aleksandr Torshin (en), à partir de 2011. Butina et Torshin sont faits membres de la NRA à vie en 2016. Toutefois, leurs relations avec Paul Erickson, membre du parti républicain et de la NRA, leur permettent de développer une entente entre la NRA et le gouvernement russe, dans le but de favoriser les intérêts de ce dernier en soutenant la candidature de Donald Trump. Une enquête de la commission spéciale sur le renseignement du Sénat des États-Unis, concernant les ingérences du gouvernement russe dans l'élection présidentielle américaine de 2018, aboutit à l'arrestation de Butina par le FBI en tant qu'agente de la fédération de Russie. Butina est jugée coupable en avril 2019 et condamnée à dix-huit mois de prison ; Torshin, gouverneur-adjoint de la banque centrale russe, reste soupçonné d'avoir tenté de faire passer des fonds russes via la NRA au candidat du parti républicain, et reste sous le coup de sanctions américaines depuis avril 2019. L'association affirme qu'elle n'accepte aucun don venant de personnalités ou d'organismes étrangers ; son directeur exécutif LaPierre, critiquant le biais anti-Trump supposé des médias, pointe notamment la « fausse enquête russe ».

## Programmes de sûreté
La NRA défend un large spectre de programmes pour la sûreté des armes à feu par l'éducation et en encourageant un usage soigneux de celles-ci. L'association distribue, par exemple, une vidéo intitulée Eddie Eagle pour les enfants, invitant à la prudence le jeune spectateur qui verrait traîner une arme à feu ; « Stop ! N'y touche pas ! Sors d'ici ! Parles-en à un adulte ! » La NRA affirme que le programme « Eddie Eagle » réduit les risques d'accidents par armes à feu à la maison ; le programme est utilisé dans les écoles un peu partout aux États-Unis. Ses adversaires refusent cette affirmation et accusent une telle vidéo de participer à un programme « d'endoctrinement » des enfants à une culture des armes. La NRA offre également des cours sur la sécurité à la chasse aussi bien pour les enfants que pour les adultes.
En 2013, après la tuerie de l'école primaire Sandy Hook, et face à la recrudescence des tueries en milieu scolaire, la NRA a mis en place un programme baptisé « National School Shield » (Bouclier pour l'école).

## Sports de tir
Dans le passé, dès sa création, la NRA a assuré la promotion de la chasse, puis des sports de tir aux États-Unis. Ces dernières années, leur rôle dans le sport a réellement décru. En 1992, la NRA a perdu son rôle de National Governing Body (« Régulateur fédéral ») pour le tir et le tir de compétition (USA Shooting (en), membre du Comité olympique des États-Unis, ayant repris ce rôle) et, en 2000, la NRA a choisi de ne pas être membre du National Three-Position Air Rifle Council. De plus, les compétitions organisées par la NRA sont considérées comme étant de second rang en comparaison avec celles organisées soit par USA Shooting soit par le Civilian Marksmanship Program (en). La NRA n'a pas de rôle dans les compétitions de pistolet organisées par l’International Practical Shooting Confederation (en) et l’International Defensive Pistol Association (en), ou dans les activités de Cowboy Action Shooting (« tir d'action façon cowboy ») ; ces deux types d'événements ont pris beaucoup d'importance ces dernières années.
Actuellement, la NRA publie ses propres règlements, maintient un fichier des classements de tireurs et des résultats de matches. Par l'intermédiaire de la NRA Foundation (la « Fondation de la NRA ») et de Friends of NRA (« Les amis de la NRA »), la NRA collecte aussi des fonds qui permettent de financer des clubs locaux.

## Médias dédiés
La NRA publie les magazines America's 1st Freedom et American Rifleman  (ISSN 0003-083X) ainsi que de nombreux livres.
Elle possède également de 2016 à 2019 une chaîne de télévision, uniquement diffusée en ligne, NRATV, qui diffuse notamment en 2018 la série Oliver North's American Heroes, créée par le président de l'association d'alors. NRATV était sujette à controverse et couvre des thématiques peu liées aux armes à feu mais proche de la droit dure. Il est estimé que le lobby perdit 400 millions $ pour un nombre limité d'auditeurs,.

## Critiques
Cette organisation a été critiquée par les partisans du contrôle des armes à feu pour sa politique sur le contrôle des armes, qu'ils trouvent trop laxiste. C'est le cas du réalisateur Michael Moore dans son documentaire Bowling for Columbine. De plus, certains Américains, qui défendent absolument le droit de port d'arme pour les citoyens, ont également critiqué la NRA en expliquant qu'elle soutient des lois qui restreignent leur accès aux armes à feu, comme lorsqu'elle se prononce en faveur du renforcement de lois existantes qui interdisent aux personnes ayant été condamnées pour violence de posséder une arme.
D'autres pointent la proximité entre la NRA et l'industrie des armes, au point de se demander si les positions de la NRA favorisent les détenteurs d'armes ou leurs fabricants.
Toutefois, en avril 2012, un sondage montre que plus des deux tiers des Américains ont une bonne image de la NRA. Mais la recrudescence des tueries en milieu scolaire a fortement influé sur cette image : en décembre 2012, un autre sondage montrait que plus de la moitié des Américains souhaitait en faveur d'un durcissement de la législation sur la vente des armes, en opposition avec l'avis des dirigeants de l'association.

### Tueries scolaires et autres massacres de masse
Chaque tuerie de masse, a fortiori dans le milieu scolaire, est l'occasion pour les associations qui luttent pour un contrôle plus strict des armes à feu de prendre la parole. La NRA continue à défendre de son côté sa doctrine, à un moment où l'opinion publique y est le moins sensible.
En décembre 2012, après la tuerie de l'école primaire Sandy Hook dans le Connecticut, la National Rifle Association reste silencieuse sur les réseaux sociaux. Cette nouvelle fusillade, pour laquelle le tueur a utilisé notamment un fusil d'assaut type AR-15, a relancé le débat sur les réglementations entourant le droit de posséder des armes. Le 20 décembre 2012, Wayne LaPierre, vice-président exécutif de la NRA, a proposé d'installer un garde armé dans chaque école américaine pour empêcher de nouvelles tueries, ou d'armer directement le corps enseignant. Son principal argument qui suscite la polémique a été : « Le seul moyen d'arrêter un méchant avec une arme, c'est un gentil avec une arme » (« The only thing that stops a bad guy with a gun is a good guy with a gun »).
En juin 2015, le président des États-Unis Barack Obama dénonce, via une interview du New York Times, « l'emprise » de la NRA sur le Congrès américain. « Malheureusement, l'emprise de la NRA sur le Congrès est extrêmement forte », déclare le président américain, qui tente à plusieurs reprises et en vain d'imposer une législation plus sévère sur les ventes d'armes à feu, notamment après le massacre de l'école Sandy Hook de Newtown en 2012 (26 morts dont 20 enfants). À la suite de la fusillade de l'Umpqua Community College, en octobre 2015, Barack Obama exprime sa colère et son incapacité de changer la législation sur la circulation des armes aux États-Unis sans l'aide du Congrès, jusqu'à présent régi par les lobbies.
En février 2018, à la suite de la fusillade de Parkland, la dix-huitième fusillade en milieu scolaire de l'année, certains partenaires habituels de l'organisation se sont détachés d'elle, tandis qu'un puissant mouvement étudiant anti-armes prenait de l'ampleur. Les compagnies aériennes Delta Air Lines et United Airlines, ainsi que la compagnie d'assurance MetLife, ou les loueurs de voiture Enterprise et Alamo (en), sous la pression de leurs clients, ont annoncé la rupture de leurs contrats avec l'organisation. À la fin du mois, deux grandes enseignes de distribution (Walmart et Dick’s Sporting Goods (en)) annoncent la fin de la vente d'armes semi-automatiques aux personnes âgées de moins de 21 ans ; Walmart précise que sa décision concerne tout type d'armes, et décide également de ne plus vendre de produit semblable à une arme semi-automatique (y compris les jouets et les armes à air comprimé),. En réaction, la porte-parole de la NRA et son directeur exécutif ont accusé les médias traditionnels de promouvoir ces tueries, tandis que les médias sociaux se voyaient reprocher la manipulation de la jeunesse, incitée selon eux à haïr les libertés individuelles. Un sondage du Wall Street Journal et de la chaîne NBC montre qu'une majorité relative d'Américains jugent négativement l'action de la NRA, une première sur les deux dernières décennies.

### Polémique entre la NRA et la ville et le comté de San Francisco
Le 28 juillet 2019 se produit la fusillade du festival de l'ail de Gilroy, lorsqu'un suprémaciste blanc, Santino William Legan, tire avec un AK-47 sur les personnes qui participaient au festival, causant 3 morts dont un enfant de 6 ans, avant de lui-même être abattu par la police. À la suite de ce drame, la représentante Catherine Stefani du Conseil des superviseurs de San Francisco, l’organe législatif au sein du gouvernement de la ville et du comté de San Francisco, adopte une résolution qui désigne désormais la NRA comme une « organisation de terrorisme intérieur. » Le 3 septembre, le conseil de surveillance approuve la résolution à l'unanimité. Le conseil de surveillance enjoint aussi d’autres villes et États et le gouvernement fédéral à attribuer la même qualification à la NRA. Cette résolution a surtout une portée symbolique.

### Poursuite judiciaire pour dissoudre la NRA
Le 6 août 2020, la Procureure générale de l'État de New York, Letitia James, annonce qu'elle engage des poursuites au civil pour dissoudre la NRA, immatriculée dans cet État. Si l'association, soutenue par le président Donald Trump, y voit un procès politique en vue des élections présidentielles de la fin de l'année, l'affaire aurait été engagée après l'éviction d'Oliver North à la tête de l'association, ce qui aurait permis d'aiguiller les enquêteurs sur de très nombreux enrichissements personnels et conflits d'intérêts concernant Wayne LaPierre et le reste de l'équipe dirigeante. Selon les services de la procureure, aucune des entités chargée de vérifier la gouvernance de l'association (comité de surveillance, comité d'audit, cabinet d'avocats du groupe) n'a effectué ce travail de manière sérieuse. Le dossier a été également transmis à l'IRS, alors que la NRA est actuellement en difficulté financière, générée par des conflits internes et la crise du Covid-19. Le 15 janvier 2021, elle se déclare en faillite pour échapper aux poursuites judiciaires intentiées contre elle dans l'État de New York. L'association compte s'implanter désormais au Texas.

## Listes des dirigeants passés et présents

### Présidents
Les présidents de la NRA sont élus par le conseil d'administration.
- Ambrose Burnside (1871-72)
- William Conant Church (1872-75)
- Alexander Shaler (1876)[33]
- Winfield S. Hancock (1881)[34]
- Ulysses S. Grant (1883-84)
- Philip H. Sheridan (1885)[35]
- George W. Wingate (1886-1900)[34]
- John C. Bates (1910-12)[34]
- William Libbey (1915-20)[34]
- Smith W. Brookhart (1921-25)
- Francis E. Warren (1925-26)[34]
- Benedict Crowell (1915-20)[34]
- Benedict Crowell (1930-31)[34]
- Karl T. Frederick (1934-35)[34]
- Littleton W. T. Waller Jr. (1939-40)[34]
- Emmet O. Swanson (1948)[34]
- Merritt A. Edson (1949-50)[34]
- Morton C. Mumma (1955-56)[34]
- Harlon B. Carter (1965-67)
- Lloyd M. Mustin (1977-78)[34]
- Howard W. Pollock (1983-84)[34]
- Alonzo H. Garcelon (1985)
- Joe Foss (1988-90)
- Robert K. Corbin (1992-93)[34]
- Marion P. Hammer (1995-98)[36],[37]
- Charlton Heston (1998-2003)
- Kayne Robinson (2003-05)
- Sandra Froman (2005-07)
- John C. Sigler (2007-09)
- Ron Schmeits (2009-11)
- David Keene (2011-13)
- James W. "Jim" Porter (2013-15)[38]
- Allan D. Cors (2015-17)
- Pete Brownell (2017-18)
- Oliver North (2018-19)
- Carolyn D. Meadows (2019-21)
- Charles L. Cotton (2021-2024)
- Bob Barr (depuis 2024)

### Directeurs
Les directeurs notables, passés et présents, comprennent:
- Joe M. Allbaugh
- John M. Ashbrook[40]
- Bob Barr
- Ronnie Barrett
- Clel Baudler
- Ken Blackwell
- Matt Blunt
- John Bolton[41]
- Dan Boren
- Robert K. Brown
- Dave Butz
- Richard Childress
- Larry Craig
- Barbara Cubin[42]
- John Dingell[43]
- Merritt A. Edson
- R. Lee Ermey[44]
- Sandra Froman
- Jim Gilmore
- Marion P. Hammer
- Susan Howard
- Roy Innis
- David Keene
- Karl Malone
- John Milius[45]
- Zell Miller[46]
- Cleta Mitchell[47]
- Grover Norquist
- Oliver L. North
- Johnny Nugent
- Ted Nugent[48]
- Lee Purcell[49],[50]
- Todd J. Rathner
- Wayne Anthony Ross
- Ron Schmeits
- Tom Selleck
- John C. Sigler
- Bruce Stern[51]
- Harold Volkmer[52]
- Don Young